# Bahira Trask
Bahira Sherif Trask é uma antropóloga, acadêmica e autora norte-americana. Ela é professora e ex-presidente do Departamento de Desenvolvimento Humano e Ciências da Família da Universidade de Delaware (UD).
A pesquisa de Trask concentra-se na globalização, no emprego das mulheres e na dinâmica familiar em países ocidentais e não ocidentais. Ela é autora e editou vários livros, incluindo Women, Work, and Globalization: Challenges and Opportunities, Globalization and Families: Accelerated Systemic Social Change e Cultural Diversity and Families. Ela foi eleita membro do NCFR e recebeu o prêmio UD Excellence in Teaching, o prêmio Jan Trost do NCFR e o prêmio Groves Feldman da Groves Conference on Marriage and Families.
Trask foi convidada a atuar na coordenação do periódico acadêmico Family and Consumer Sciences Research Journal.

## Educação
Trask concluiu seu bacharelado em ciência política com foco principal em relações internacionais pela Universidade de Yale e doutorado em antropologia cultural pela Universidade da Pensilvânia.

## Carreira
A partir de 1995, Trask atuou como professora adjunta na Universidade da Pensilvânia antes de passar para o cargo de professora catedrática de 1997 a 2002, ocupando um cargo conjunto no Departamento de Estudos Individuais e Familiares e no Centro de Pesquisa e Serviço Comunitário em a Universidade de Delaware. Assumiu então a função de professora associada em 2002, mantendo a função conjunta na UD. Em 2007, tornou-se professora com nomeação conjunta no mesmo departamento e instituto, atuando posteriormente como professora e presidente associada/coordenadora de pós-graduação até 2015. De 2015 a 2023, ocupou o cargo de Professora e Presidente do Departamento de Desenvolvimento Humano e Ciências da Família da Universidade de Delaware.
Trask tem estado envolvida com a Organização das Nações Unidas (ONU), contribuindo para várias reuniões de grupos de especialistas, painéis e conferências focadas na dinâmica familiar, migração, urbanização, e políticas baseadas nos direitos humanos.
Ela fez dois discursos de abertura no Dia Internacional das Famílias em 2018 e 2022. Ela também falou em reuniões de grupos de especialistas e em outras conferências internacionais da ONU, e atuou como oradora principal na 9ª Conferência Internacional Bienal do Centro de Pesquisa da Criança e da Família da Organização das Nações Unidas para a Educação, a Ciência e a Cultura (UNESCO) em Galway, na Irlanda. Além de seu envolvimento com a ONU, ela fez apresentações na Cúpula da Casa Branca sobre Famílias Trabalhadoras de 2014 e no Instituto Joseph Biden. Ela foi eleita bolsista do Conselho Nacional de Relações Familiares (NCFR) em 2015 e mais tarde atuou como Presidente do Programa do NCFR em 2018.

## Pesquisas antropólogas
A investigação de Trask centrou-se nos efeitos das mudanças econômicas na dinâmica familiar e nos papéis de gênero, na evolução das noções de raça, etnia e género num mundo globalizado, e na formulação de políticas para apoiar e capacitar famílias de baixos rendimentos. Em seus estudos, ela analisou megatendências sociais, como mudanças demográficas, migração internacional, avanços tecnológicos e o impacto da COVID-19 nas famílias, enfatizando a importância de políticas informadas para apoiar as famílias no alcance dos Objetivos de Desenvolvimento Sustentável (ODS) das Nações Unidas, ao mesmo tempo que destaca o papel crucial das famílias na promoção de sociedades inclusivas, promovendo direitos sociais, quadros jurídicos, participação e acesso à habitação e a espaços verdes públicos, alinhando-se com os ODS 16 e 11. Além disso, a sua investigação destacou vários fatores que afetam as famílias, enfatizando a necessidade de dar prioridade à interação global de famílias para uma implementação eficaz de políticas.

### Women and Globalization
O primeiro livro editado por Trask, um volume da The Greenwood Encyclopedia of Women's Issues Worldwide, forneceu uma cobertura dos esforços das mulheres pela igualdade de gênero em todo o mundo, examinando a interseção das condições locais com influências internacionais, como a globalização e as iniciativas da ONU. As coleções feministas comentaram que este livro "é obrigatório para todas as bibliotecas universitárias e altamente recomendado para coleções públicas e de escolas secundárias".
Outro livro de autoria de Trask, Women, Work, and Globalization, analisou a presença crescente de mulheres na força de trabalho global, concentrando-se em como isso afeta seus papéis na sociedade e nas famílias. Através de uma análise comparativa, explorou os desafios e oportunidades que as mulheres enfrentam, desde a gestão do equilíbrio entre vida pessoal e profissional até às implicações sociais, políticas e económicas mais amplas da sua participação na força de trabalho. Carol J. Auster observou: "O livro de Trask oferece insights sobre o impacto da globalização nas sociedades em vários níveis. Trask evita a desigualdade aparente em alguns volumes editados. A autora não apenas cumpre as promessas descritas acima que ela faz no início do livro, mas ela também oferece aos alunos de diversas disciplinas de ciências sociais mais do que apenas um livro sobre mulheres, trabalho e globalização."

### Dinâmica familiar
Através de seu trabalho editado, Personal Relationships, ela se concentrou na interação entre a dinâmica saudável dos relacionamentos e a satisfação geral com a vida. Ela explorou a influência da diversidade cultural nas famílias, mudando o foco da categorização por raça ou etnia para discutir diversas questões familiares tematicamente em seu livro editado, Cultural Diversity and Families: Expanding Perspectives. Ela também é autora de Globalization and Families: Accelerated Systemic Social Change, que discutiu o impacto da globalização nas famílias, influenciando sua dinâmica social, econômica e de identidade por meio do trabalho, da comunicação e do intercâmbio cultural. Este livro também foi traduzido para o chinês. Rahul Sharma revisou o livro e escreveu: "Trask observou que, embora no passado a localização fosse importante, hoje as relações sociais são mantidas a grandes distâncias com facilidade. As comunicações globais, como a internet, o e-mail e as ligações por satélite, estão facilitando essas relações ao longo de espaço e tempo."

## Obras publicadas

### Livros
- 2003: The Greenwood Encyclopedia of Women's Issues Worldwide (em inglês) ISBN 978-0313327872
- 2007: Cultural Diversity and Families: Expanding Perspectives (em inglês) ISBN 978-1412915427
- 2009: Globalization and Families: Accelerated Systemic Social Change (em inglês) ISBN 978-0387882840
- 2010: Personal Relationships (em inglês) ISBN 978-1609279219
- 2013: Women, Work, and Globalization (em inglês) ISBN 978-0415883382

### Artigos científicos
- Trask, BS (2013). Locating multiethnic families in a globalizing world. Family relations (em inglês), 62(1), 17–29.
- Palkovitz, R., Trask, BS e Adamsons, K. (2014). Essential differences in the meaning and processes of mothering and fathering: Family systems, feminist and qualitative perspectives. Journal of Family Theory & Review (em inglês), 6(4), 406–420.
- Trask, BS (2017). Alleviating the stress on working families: Promoting family-friendly workplace policies. National Council on Family Relations Policy Brief (em inglês), 2(1), 1–6.
- Trask, BS (2018). Integrating life course, globalization, and the study of racial and ethnic families. Journal of Family Theory & Review (em inglês), 10(2), 451–466.
- Trask, BS (2018). The role of families in achieving inclusive societies. Focus on Sustainable Development Goals 16 & 11: Ensuring social rights through legal frameworks, participation, housing and public green spaces. UNDESA (em inglês).
- Trask, BS (2020). Mega Trends and Families: The Impact of Demographic Shifts, International Migration and Urbanization, Climate Change, and Technological Transformations. UNDESA (em inglês).
- Trask, BS (2022). Migration, urbanization, and the family dimension. UNDESA (em inglês).

## Prêmios e honrarias
- 2017 – Prêmio UD de Excelência em Ensino, Universidade de Delaware[2]
- 2019 – Prêmio Jan Trost, NCFR[3]
- 2022 – Prêmio Groves Feldman, Conferência Groves sobre Casamento e Famílias[4]